# 北海道道556号緋牛内北見線

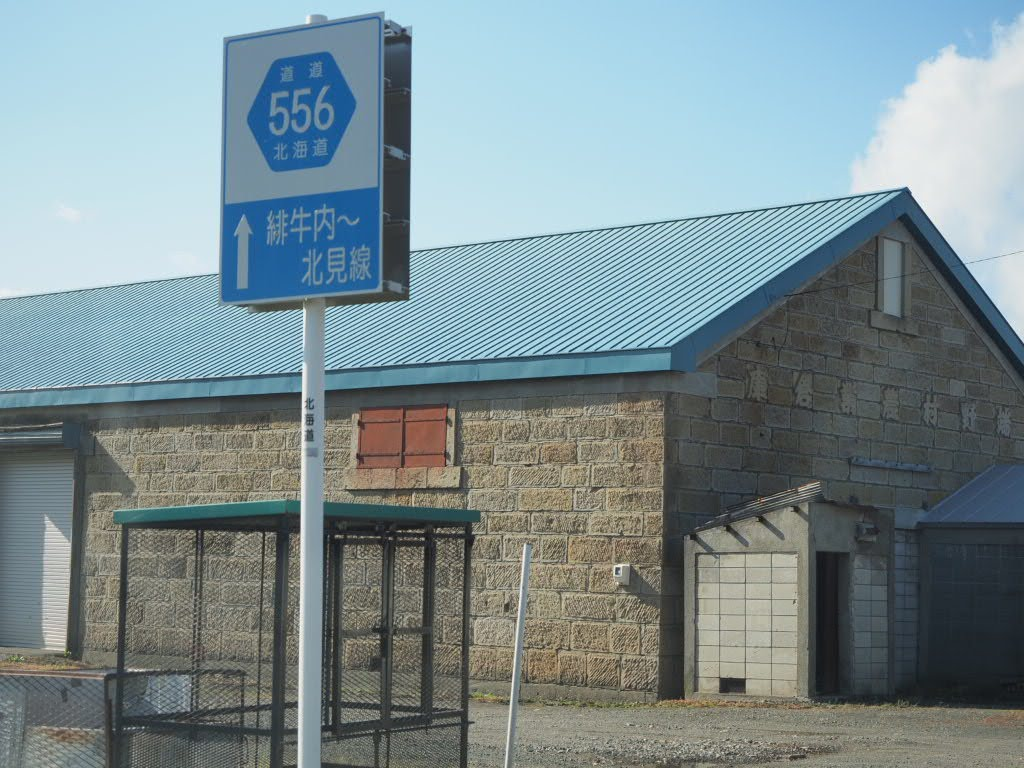
道道556号線標識

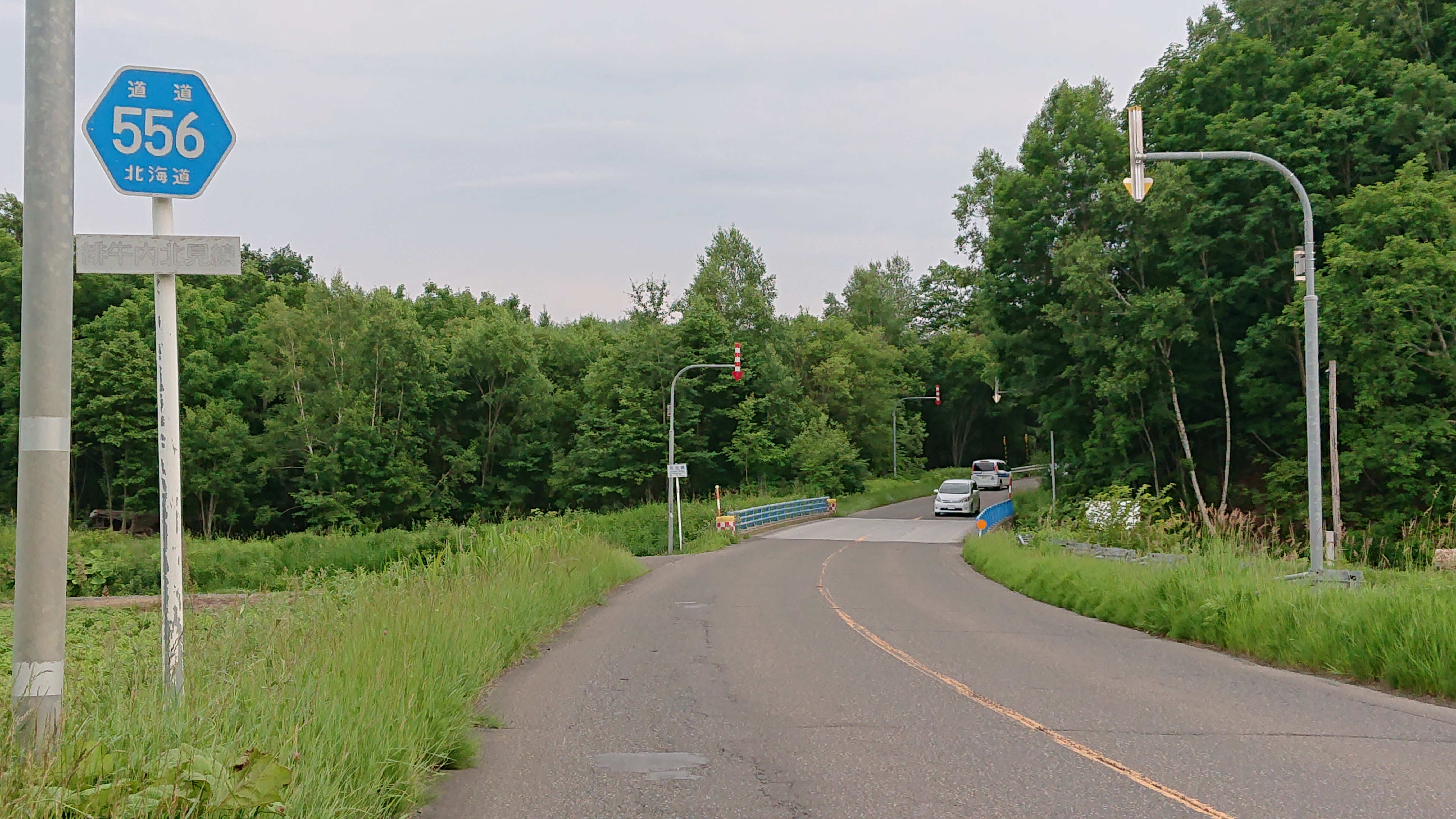
北海道道556号緋牛内北見線

北海道道556号緋牛内北見線（ほっかいどうどう556ごう ひうしないきたみせん）は、北海道北見市内を結ぶ一般道道（北海道道）である。

## 概要

### 路線データ
- 起点：北海道北見市端野町緋牛内（国道39号交点）
- 終点：北海道北見市川東（北海道道122号北見端野美幌線上、北海道道217号北見美幌線交点）
- 路線延長：12.7 km（内、重複区間4.4 km）

## 歴史
- 1966年（昭和41年）3月31日 - 路線認定[1]。

## 路線状況

### 重複区間
- 北見市端野町川向 - 終点（北海道道122号北見端野美幌線）

## 地理

### 通過する自治体
- オホーツク総合振興局
  - 北見市

### 交差する道路
北見市
- 国道39号 - 端野町緋牛内（起点）
- 北海道道1024号川向端野線 - 端野町川向
- 北海道道122号北見端野美幌線 - 端野町川向（重複）
- 北海道道217号北見美幌線 - 川東（終点）

### 沿線にある施設など
北見市
- JR北海道 石北本線 緋牛内駅 - 端野町緋牛内
- 緋牛内郵便局 - 端野町緋牛内
- 北海道北見支援学校 - 川東229-1
- 北見オニオン通簡易郵便局 - 川東362